# Arènes de Picasso
Die Arènes de Picasso sind ein Gebäudeensemble im Quartier Pavé-Neuf des Pariser Vorortes Noisy-le-Grand, im Département Seine-Saint-Denis, in der Region Île-de-France, in Frankreich. Es wurde zwischen 1977 und 1985 errichtet. Entworfen wurde das Gebäudeensemble vom spanischen Architekten Manuel Núñez Yanowsky (* 1942).

## Architektur und Städtebau
Das Gebäudeensemble gruppiert sich in achteckiger Form um die Place Pablo-Picasso in Noisy-le-Grand und wird von zwei Achsen (Nord-Süd und West-Ost) durchschnitten. Die markantesten Gebäude des Ensembles sind zwei runde Hochhausscheiben, die wegen ihres Aussehens im Volksmund auch als Camemberts bezeichnet werden.
In dem Gebäudeensemble befinden sich 540 Sozialwohnungen, eine Kinderkrippe, eine Schule und Geschäfte.
Der Gebäudekomplex ist auch in der Version "Seine-Saint-Denis" von Monopoly zu finden. Wie die Espaces d’Abraxas ist es im Clip Different leagues des australo-ghanaischen Rappers Manu Crooks (2018) zu sehen.

## Galerie

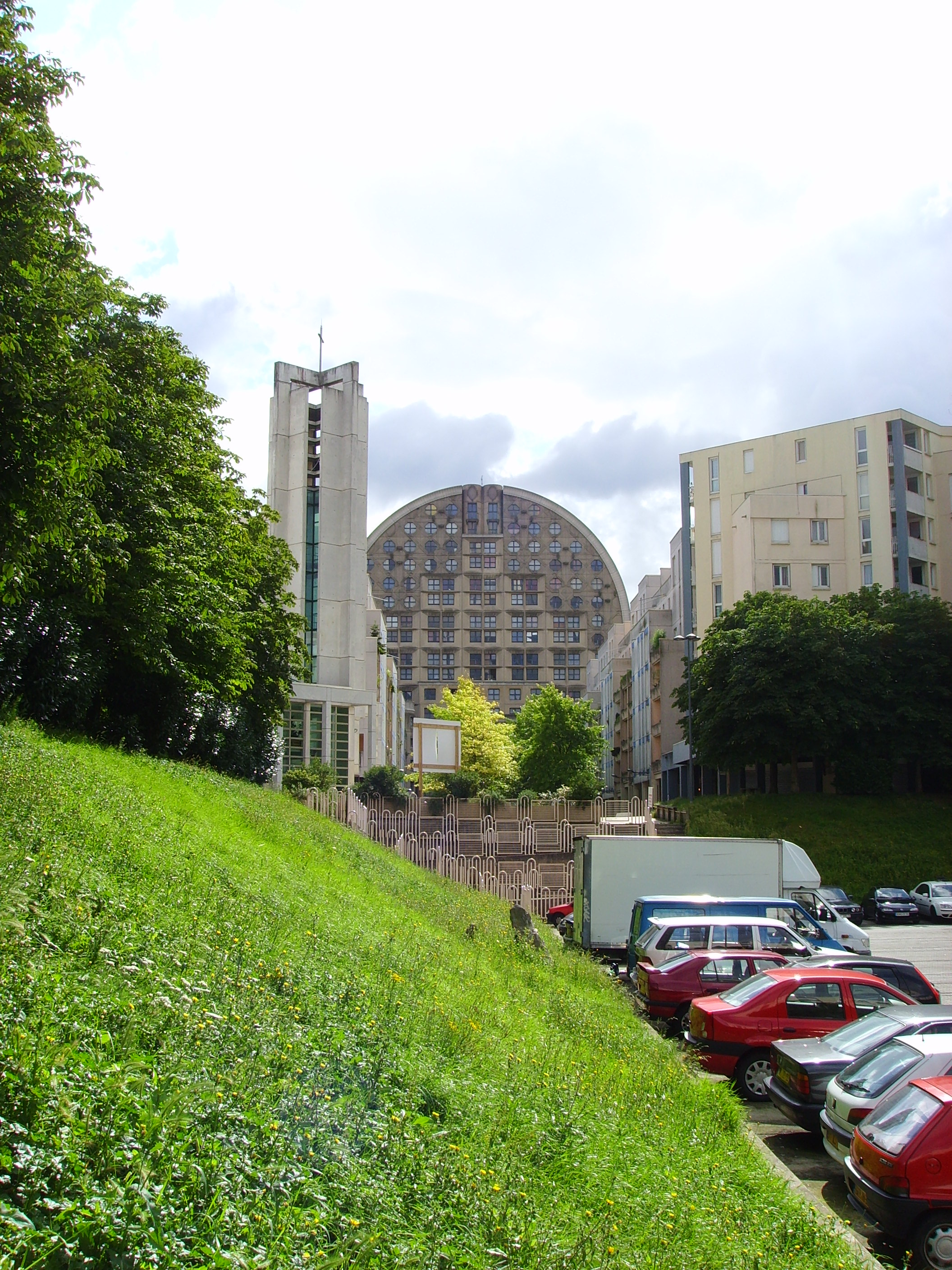
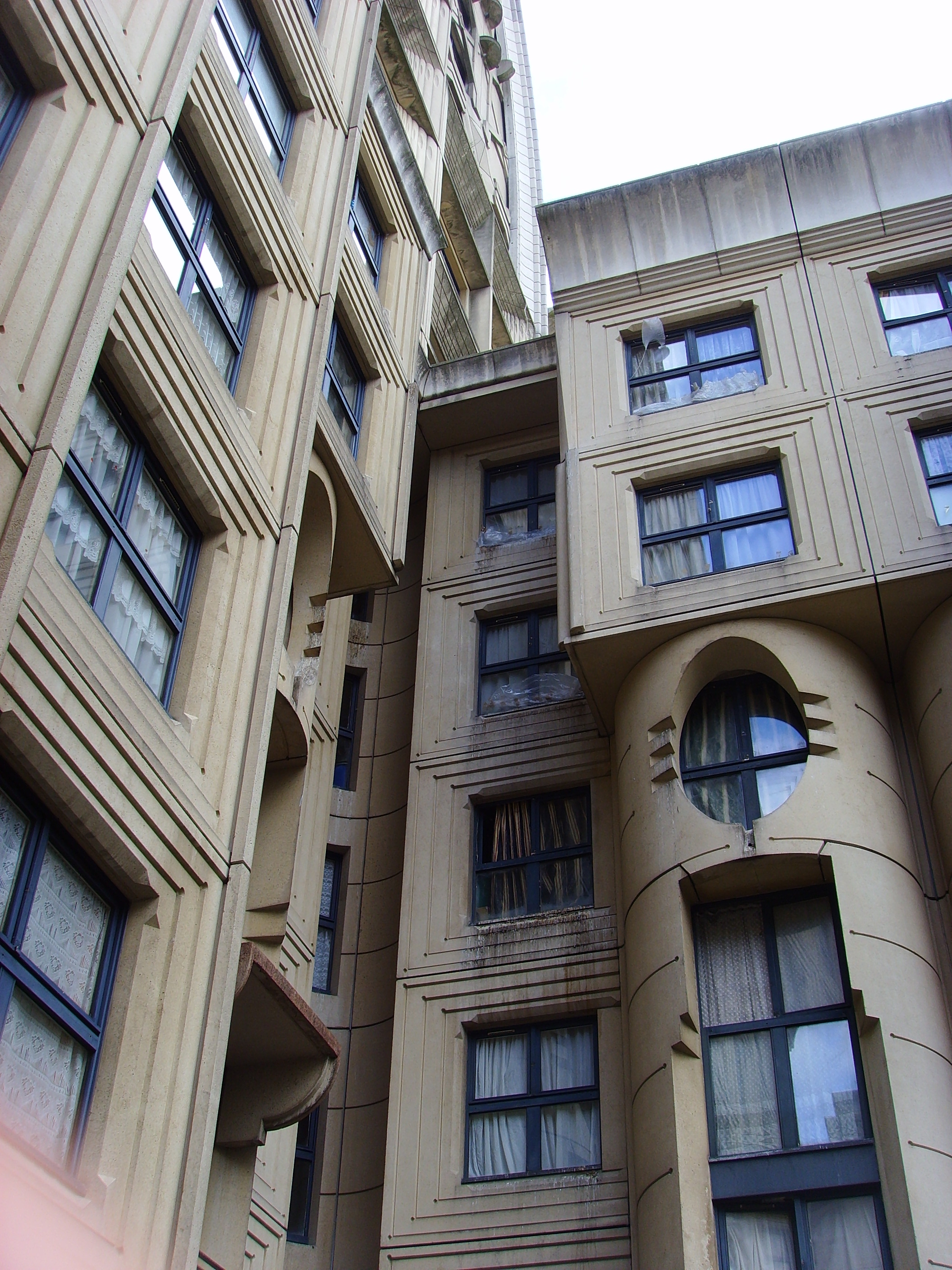
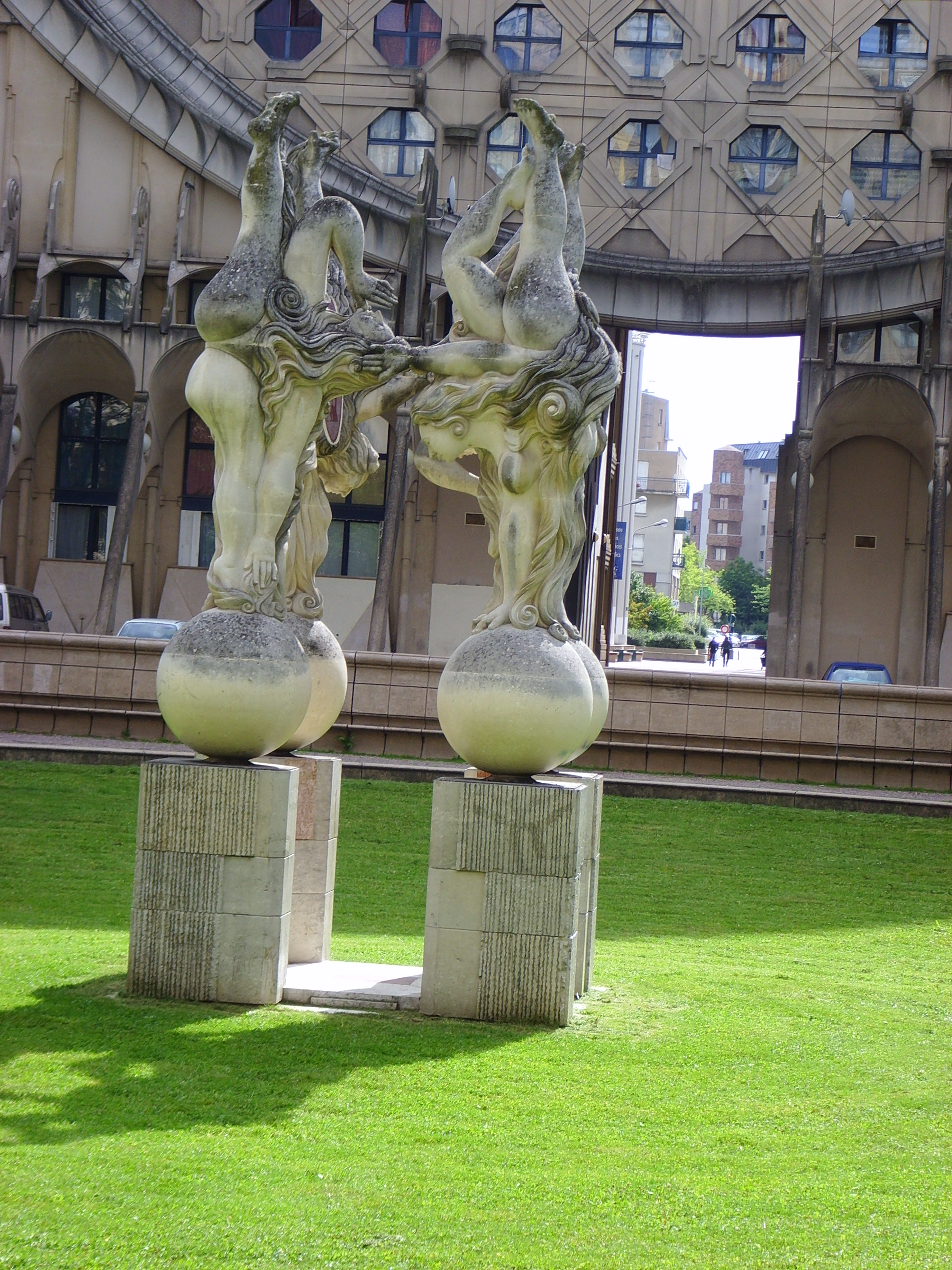
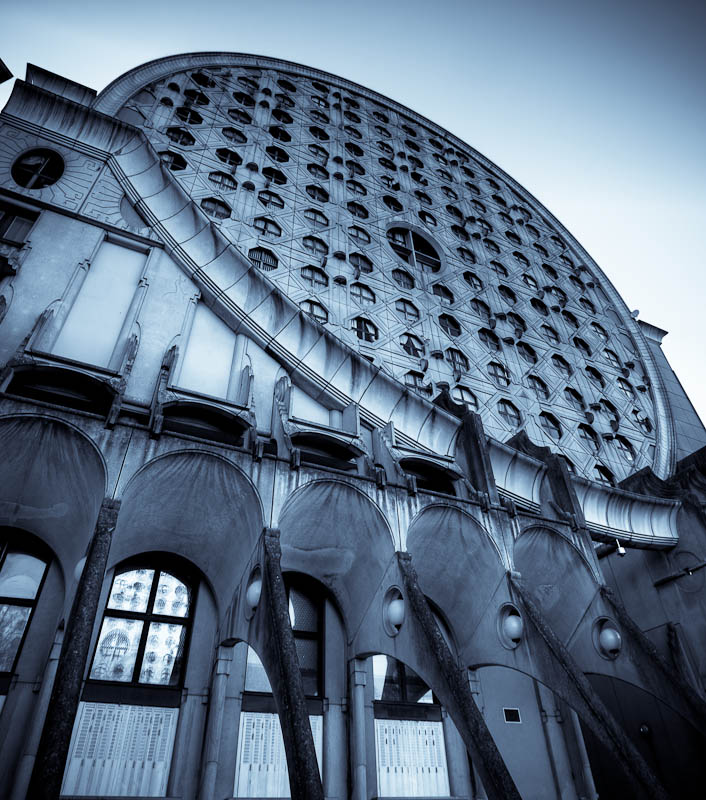
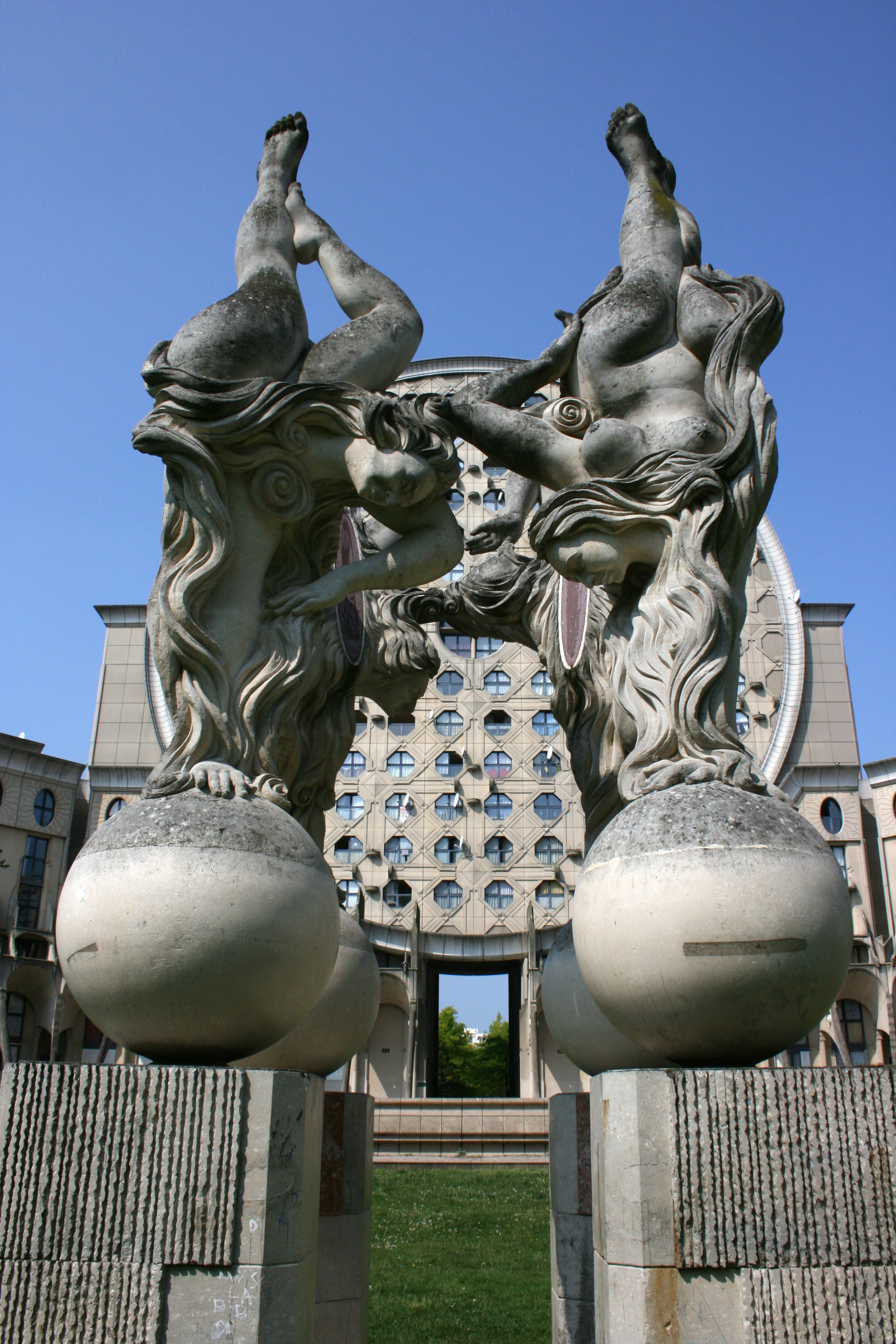